# Pseudogobiopsis festivus
Pseudogobiopsis festivus är en fiskart som beskrevs av Helen K. Larson 2009. Pseudogobiopsis festivus ingår i släktet Pseudogobiopsis och familjen smörbultsfiskar. Inga underarter finns listade i Catalogue of Life.